# За гранью жизни
«За гранью жизни» (англ. Out of Death; дословно — «Вне смерти») — американский криминальный триллер режиссёра Майка Бёрнса. Премьера фильма состоялась в США 16 июля 2021 года в кинотеатрах и видео по запросу. В России фильм вышел 29 июля 2021 года.

## Сюжет
Когда Шеннон (Джейми Кинг) отправляется в поход, чтобы развеять прах своего покойного отца, она становится свидетелем того, как коррумпированный помощник шерифа Билли (Лорин Кент) жестоко убивает наркоторговца. Увидев что Шеннон стала свидетелем убийства, Билли и её коллеги отправились, чтобы навсегда заставить Шеннон замолчать. Убегая от грязных копов, Шеннон натыкается на полицейского в отставке, Джека Харриса (Брюс Уиллис) и прибегает к его помощи.

## В ролях
| Актёр             | Роль                  |
| ----------------- | --------------------- |
| Брюс Уиллис       | Джек Харрис           |
| Джейми Кинг       | Шеннон Мазерс         |
| Лорин Кент        | Билли Джин            |
| Келли Грейсон     | Пэм                   |
| Майкл Сироу       | Хэнк Риверс           |
| Меган Леонард     | Джоанна Керн          |
| Тайлер Джон Олсон | Том                   |
| Оливер Тревена    | Человек с татуировкой |
| Майк Бёрнс        | Офицер Фрэнк          |
| Адам Уэль Поттер  | Федеральный агент     |

## Производство
Съёмки прошли в ноябре 2020 года. Весь фильм был снят всего за 9 дней после пандемии COVID-19. Ускоренный график был введен, чтобы снизить риск остановки производства из-за правил и протоколов профсоюзов. «За гранью жизни» был одним из первых фильмов, запущенных в производство после всемирного карантина. Первоначально съёмки фильма планировались на апрель 2020 года, но были отложены из-за вспышки болезни. Из-за лабораторных сложностей актёрский состав и съёмочная группа не получили разрешения на съёмку и стоили съёмочной группе нескольких дней задержки, прежде чем они смогли начать съёмку. В результате режиссёр Майк Бёрнс снял все сцены Брюса Уиллиса за один день.